# Ambazonia
Ambazonia – samozwańcze państwo nieuznawane międzynarodowo znajdujące się w Afryce Zachodniej, formalnie część Kamerunu. Ambazonia zajmuje terytorium kameruńskich prowincji Region Północno-Zachodni i Region Południowo-Zachodni, chociaż nie sprawuje w pełni nad nimi kontroli.

## Historia
Nazwa kraju pochodzi od zatoki Ambas. Terytorium obecnej Ambazonii od 1922 roku było częścią brytyjskiego terytorium mandatowego Kamerun Brytyjski. Po uzyskaniu niepodległości przez Kamerun Francuski (wcześniej należący do Francji) i Nigerię (wcześniej należącą do Imperium Brytyjskiego) w 1961 roku odbyło się referendum, w którym mieszkańcy Kamerunu Brytyjskiego mieli zdecydować o dołączeniu do Nigerii lub Kamerunu Francuskiego; w referendum nie dano im jednak możliwości głosowania na utworzenie nowego niepodległego państwa na terenie dotychczasowego Kamerunu Brytyjskiego. W wyniku referendum północna część terytorium dołączyła do Nigerii, zaś Kamerun Południowy stał się częścią Federacji Kamerunu. W 1972 roku Kamerun z państwa federacyjnego został przekształcony w państwo unitarne. W 2006 roku Ambazonia została przyjęta do Organizacji Narodów i Ludów Niereprezentowanych (w 2021 roku Ambazonia przestała być członkiem organizacji). W 1999 i 2009 ambazońscy separatyści proklamowali niepodległość Ambazonii, lecz deklaracje te nie spowodowały dalszych konsekwencji.

## Protesty i ogłoszenie niepodległości

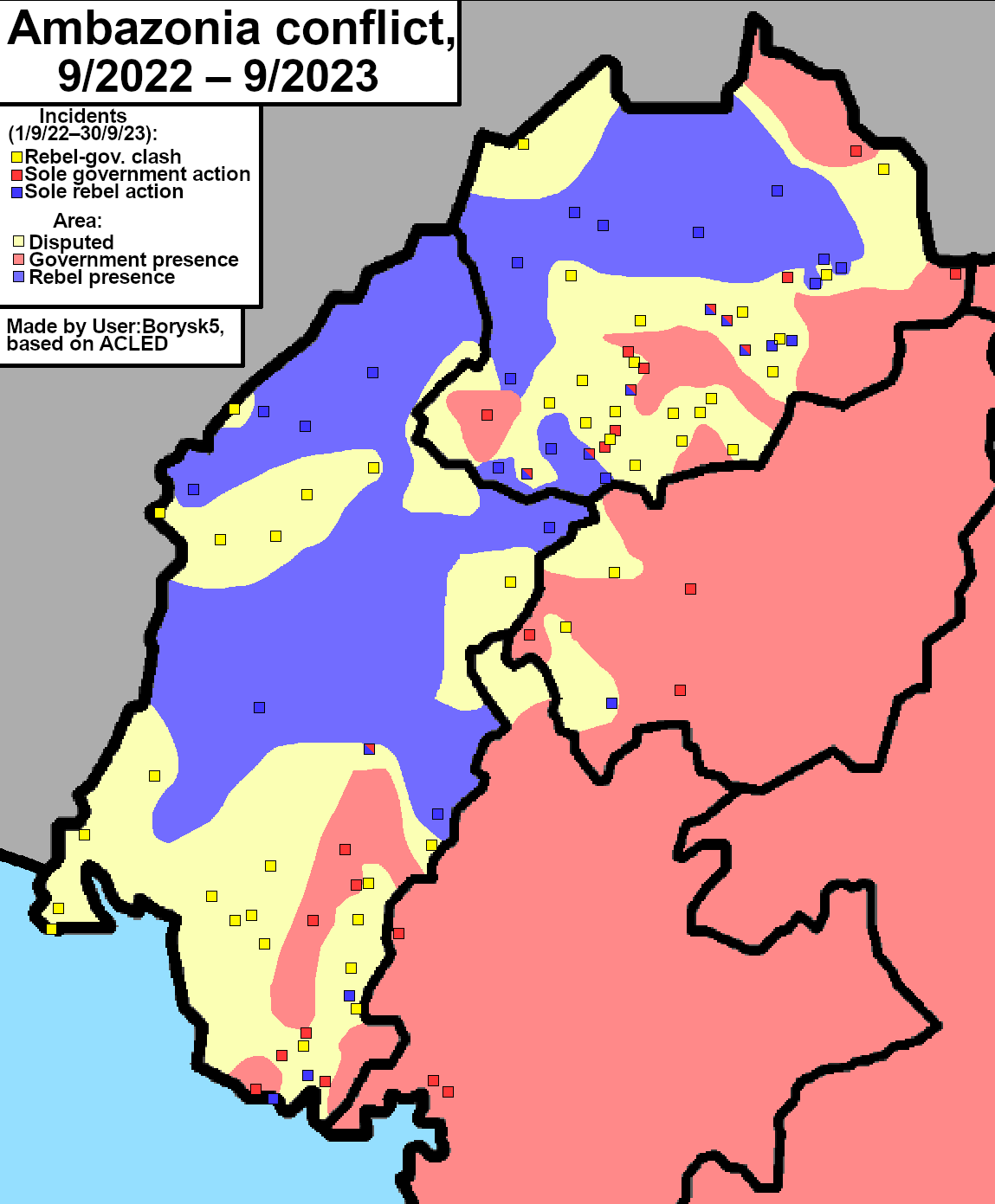
Mapa kryzysu anglofońskiego, na niebiesko terytoria kontrolowane przez ambazońskich separatystów, na czerwono przez siły rządowe, na żółto tereny o niepewnej przynależności i miejsca trwających starć

W 2016 i 2017 roku w Kamerunie Południowym doszło masowych protestów i strajków z powodu dyskryminacji i marginalizacji ludności angielskojęzycznej; duża ich część została siłowo rozpędzona. W czasie protestów dochodziło do starć między protestującymi a kameruńskimi siłami bezpieczeństwa. 1 października 2017 roku doszło do jednostronnego ogłoszenia niepodległości przez Ambazonię. Kamerun nie uznał tej proklamacji i rozpoczął rozmieszczanie wojsk i przymusowe ewakuacje mieszkańców miejscowości leżących w Kamerunie Południowym. Doszło do rozpoczęcia walk partyzanckich pomiędzy różnymi separatystycznymi wojskowymi organizacjami a wojskiem kameruńskim (konflikt ten jest nazywany kryzysem anglofońskim). Z czasem konflikt zaczął się przeradzać w konflikt o niskiej intensywności. W wyniku konfliktu zginęło około 4000 osób, a ponad pół miliona został zmuszonych do zmiany miejsca zamieszkania (część trafiła do Nigerii). W 2020 roku pod pełną kontrolą ambazońskich separatystów znajdowało się kilka wiosek w departamencie Lebialem.